# Naso elegans
Naso elegans – gatunek morskiej ryby okoniokształtnej z rodziny pokolcowatych (Acanthuridae), gatunek siostrzany rożca skrobacza, z którym był wcześniej utożsamiany. Jest poławiany przez lokalnych rybaków, hodowany w akwariach morskich.

## Zasięg występowania
Jest szeroko rozprzestrzeniony w okolicach raf koralowych Morza Czerwonego i Oceanu Indyjskiego – od Afryki Wschodniej po Bali, z wyjątkiem Zatoki Omańskiej, Zatoki Perskiej i Indii.

## Cechy morfologiczne

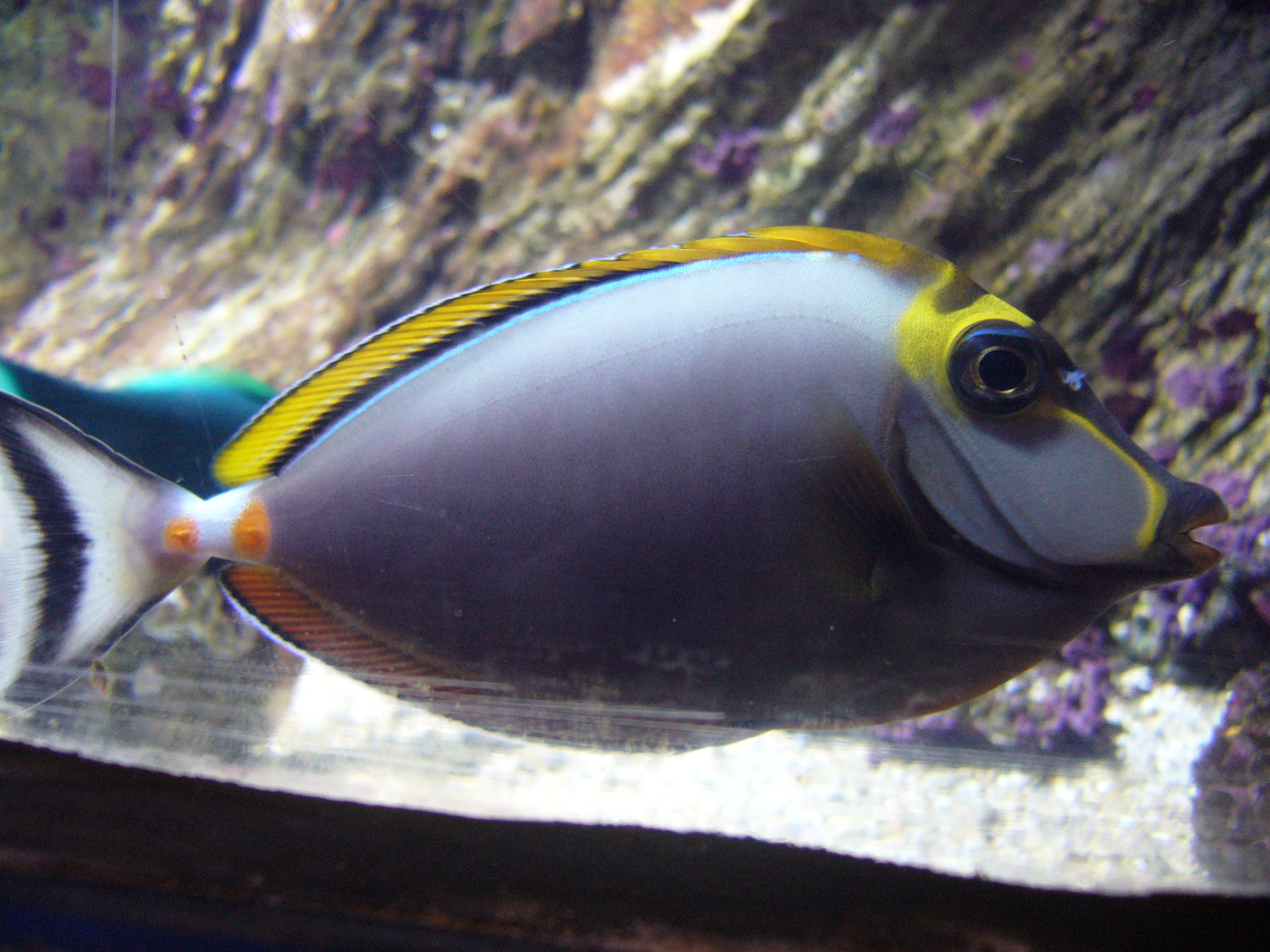
Naso elegans w Aquarium Finisterrae w Hiszpanii

W płetwie grzbietowej znajduje się 6 promieni twardych i 26–30 miękkich, w odbytowej 2 twarde i 27–30 miękkich. Płetwa grzbietowa żółta z niebieską linią u podstawy i biegnącym nad nią czarnym paskiem, płetwa odbytowa ciemnobrązowa. Płetwa grzbietowa i odbytowa są obrzeżone wąskimi liniami o barwie niebieskiej i czarnej. Płetwa ogonowa żółtawa z czarną krawędzią górną i dolną oraz czarnym pasem przesuniętym ku jej tyłowi. Na każdym z boków trzonu ogonowego znajdują się 2 twarde, pomarańczowe kolce.
Ryba dorasta zwykle do 36 cm długości całkowitej (TL), maksymalnie do 45 cm długości standardowej (SL). Dymorfizm płciowy zaznacza się większymi i dłuższymi kolcami na trzonie ogonowym oraz dłuższymi filamentami płetwy ogonowej u samców.

## Biologia i ekologia
Naso elegans przebywa najczęściej na płyciznach raf w zatokach, w małych stadach lub większych zgrupowaniach.Często tworzy grupy z rybami papuzimi. Jest gatunkiem terytorialnym.
Żywi się wyłącznie glonami (algi), które pobiera z dna. Maksymalny odnotowany wiek osobników z tego gatunku wynosi 17 lat.